# كارل ليوبولد سوبيرغ
كارل ليوبولد سوبيرغ (بالسويدية: Carl Leopold Sjöberg)‏ هو فنان وطبيب وملحن سويدي، ولد في 28 مايو 1861 في يفله في السويد، وتوفي في 26 يناير 1900 في Hedemora Municipality ‏ في السويد.

## وصلات خارجية
- كارل ليوبولد سوبيرغ على موقع ميوزك برينز (الإنجليزية)